# Verbascum densiflorum
Gordolobo, Verbascum densiflorum sinónimo: Verbascum thapsiforme es una planta nativa de Europa y Asia Menor donde crece en terrenos baldíos, taludes y praderas secas.

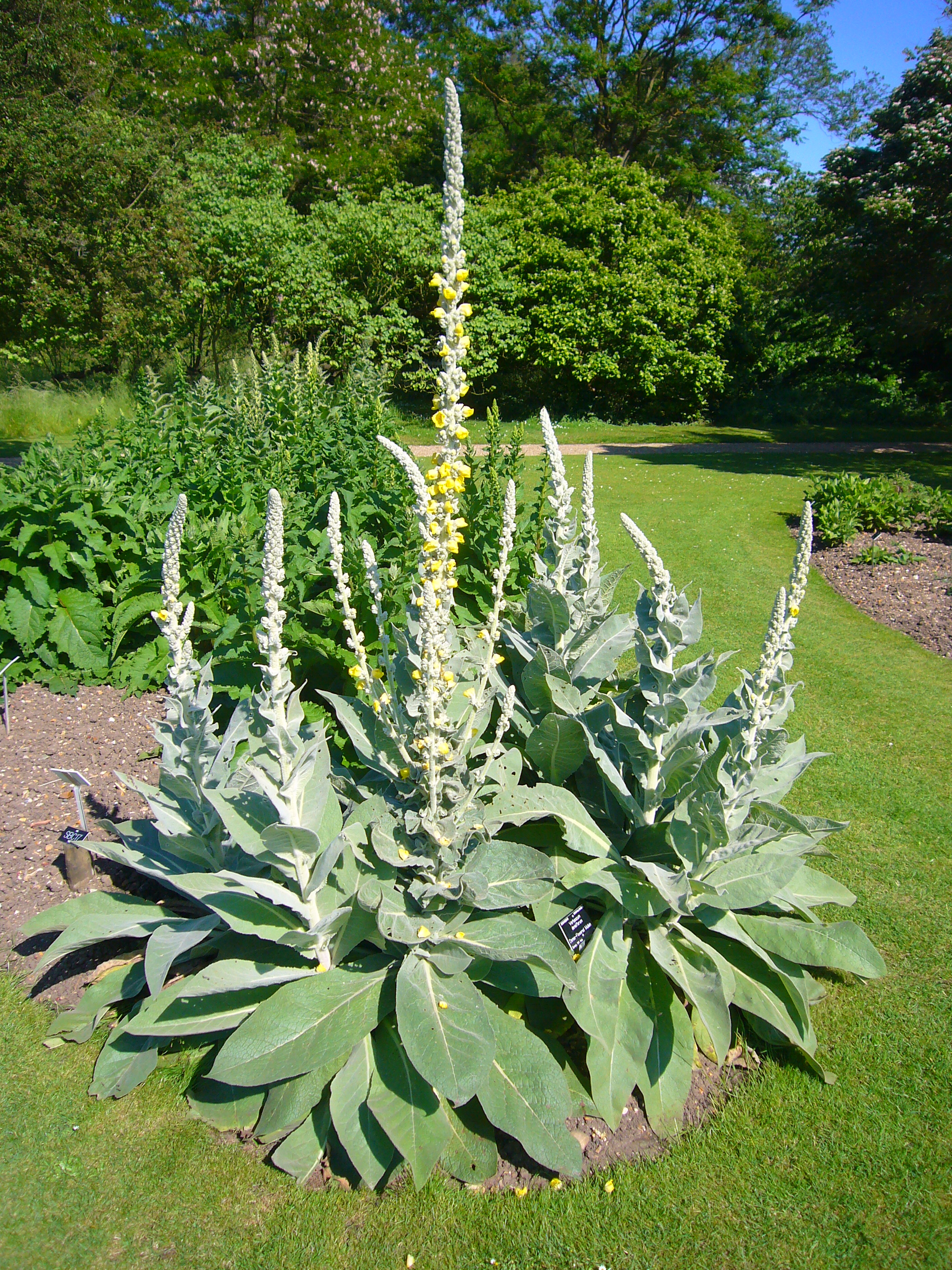
Vista de la planta

## Descripción
Es una planta bienal lanosa. Tallo erecto que alcanza 70-120 cm de altura. Las hojas son anchas, lanceoladas con vellosidad. Las flores son amarillas que se agrupan en un racimo denso al final del tallo floral.

## Propiedades
- Utilizado como expectorante en diversas tisanas pectorales.
- Las flores tienen pigmento amarillo que ya utilizaban las mujeres romanas para poner rubio el cabello.

## Taxonomía
Verbascum densiflorum fue descrita por L. (1753) (Bertol) y publicado en Rariorum Liguriae (Italiae) Plantarum 3: 52. 1810.
Etimología
Verbascum: nombre genérico que deriva del vocablo latino Barbascum (barba), refiriéndose a la vellosidad que cubre la planta.
densiflorum: epíteto latino que significa "denso de flores".
Sinonimia
- Verbascum phlomoides subsp.   thapsiforme   Rouy   [1909]
- Verbascum velenovskii Horák [1900]
- Verbascum thapsiforme subsp. cuspidatum (Schrad.) Arcang. [1882]
- Verbascum thapsiforme Schrad. [1813]
- Verbascum stiriacum Fritsch [1888]
- Verbascum phlomoides var. thapsiforme (Schrad.) P.Fourn. [1937]
- Verbascum phlomoides var. gymnostemon Franch. [1868]
- Verbascum phlomoides var. cuspidatum (Schrad.) Wirtg. [1857]
- Verbascum phlomoides subsp. thapsiforme (Schrad.) Celak. [1871]
- Verbascum messanense Tineo in Guss. [1844]
- Verbascum macrantherum Halácsy [1892]
- Verbascum linkianum Mariz [1907]
- Verbascum grandiflorum Poir. in Lam. [1814]
- Verbascum eremocharis Gand. [1875]
- Verbascum cuspidatum Schrad. [1813]
- Verbascum crassifolium Hoffmanns. & Link [1811]
- Verbascum bicolle Schrank [1789]
- Verbascum thapsiforme subsp. densiflorum Bertol
- Verbascum alatum Dulac[3]

## Nombres comunes
- Castellano: acebustre, azibustre, gordolobo,[4] verbasco[5]